# Super Magic Brothers
Maillots
Le Super Magic Brothers est un club seychellois de football, basé à Victoria.
Club fondé en 1985, il est appelé Seychelles Marketing Board jusqu'en 2008. Il est sponsorisé par l'entreprise de crevettes Seychelles Marketing Board.
En D4 en 2000, en D3 en 2001, il fait deux saisons en D2, puis il connaît la D1 de 2004 à 2009. Depuis 2009, le club évolue en deuxième division seychelloise.

## Palmarès
- Championnat des Seychelles D2
  - Champion en 2003

- Coupe des Seychelles
  - Vainqueur en 2005